# Carlo Innocenzo Frugoni
Carlo Innocenzo Frugoni (ur. 21 listopada 1692 w Genui, zm. 20 grudnia 1768 w Parmie) − włoski poeta z XVII i XVIII wieku, pisał również libretta. Używał pseudonimu Comante Eginetico. Jego dzieła zebrane zostały opublikowane 1799 r. w Parmie, w 10 tomach. Napisał między innymi libretta Il trionfo di Camilla (Triumf Kamilli), Scipione in Cartagine (Scypion w Kartaginie) i Gli Incas nel Perù (Inkowie w Peru). Był również autorem licznych sonetów i poematów oktawą, jak Per un'adunanza di canto in onore della divina Virgine Madre (Do zbioru pieśni na cześć Najświętszej Panny Marii).
Frugoni przez wiele lat był sekretarzem Akademii Sztuk Pięknych w Parmie. W 1771 roku, aby oddać hołd zmarłemu poecie, akademia wybrała jego sonet Annibale vincitore jako temat malarskiego konkursu. Podobnie jak w pierwszych wersach VIII sonetu, Hannibal miał być przedstawiony w taki sposób, że podnosząc przyłbicę hełmu i zwracając się do skrzydlatego geniusza, który bierze go za rękę, widzi z daleka piękny krajobraz podległej Italii, a w jego oczach i całym obliczu objawia się wewnętrzna radość i szlachetna ufność w dalsze zwycięstwa. W konkursie zwyciężył Paolo Borroni, a Francisco Goya otrzymał wyróżnienie za obraz Hannibal zwycięzca po raz pierwszy spoglądający z Alp w kierunku Italii.